# Adrián Giovanni Abadía García
Adrián Giovanni Abadía García   (Palma, 5 d'abril de 2002) és un atleta mallorquí que competeix en trampolí.
Va guanyar una medalla de bronze als Campionats del Món d'Aquàtiques 2024, a la prova de trampolí sincronitzat de 3 m.
Va aconseguir la sisena plaça en duo de trampolí 3 m sincronitzat a París 2024 formant parella amb Nico Garcia.